# Las Lomas (Panama)
Las Lomas è un comune (corregimiento) della Repubblica di Panama situato nel distretto di David, provincia di Chiriquí. Si estende su una superficie di 76,6 km² e conta una popolazione di 18.769 abitanti (censimento 2010).